# John C. McGinley
John Christopher McGinley (New York, 1959. augusztus 3. ) amerikai színész.
Emlékezetesebb alakítása volt a Dokik című televíziós sorozatban, továbbá A szakasz (1986), a Tőzsdecápák (1987), a Holtpont (1991), A szikla (1996) és a Hivatali patkányok (1999) című filmekben.

## Filmográfia

### Film
| Év   | Magyar cím                     | Eredeti cím                     | Szerep                                   | Magyar hang            |
| ---- | ------------------------------ | ------------------------------- | ---------------------------------------- | ---------------------- |
| 1986 | Édes szabadság                 | Sweet Liberty                   | Floyd                                    | Dózsa Zoltán           |
| 1986 | A szakasz                      | Platoon                         | O'Neill őrmester                         | Pusztaszeri Kornél     |
| 1987 | Tőzsdecápák                    | Wall Street                     | Marvin                                   | Kautzky Armand         |
| 1988 | Hívd a Rádiót!                 | Talk Radio                      | Stu                                      |                        |
| 1988 |                                | Shakedown                       | Sean Phillips                            |                        |
| 1989 | Bukott angyalok                | Lost Angels                     | Dr. Farmer                               |                        |
| 1989 | Született július 4-én          | Born on the Fourth of July      | ügyintéző                                | Végh Péter             |
| 1989 | Fat Man és Little Boy          | Fat Man and Little Boy          | Richard Schoenfield százados             | Rosta Sándor           |
| 1989 |                                | Suffering Bastards              | Buddy Johnson                            |                        |
| 1991 | Holtpont                       | Point Break                     | Ben Harp FBI-igazgató                    | Orosz István           |
| 1991 | Holtpont                       | Point Break                     | Ben Harp FBI-igazgató                    | Rosta Sándor           |
| 1991 | Hegylakó 2. – A visszatérés    | Highlander II: The Quickening   | David Blake                              | Kárpáti Tibor          |
| 1991 | Hegylakó 2. – A visszatérés    | Highlander II: The Quickening   | David Blake                              | Mihályi Győző          |
| 1991 | Hegylakó 2. – A visszatérés    | Highlander II: The Quickening   | David Blake                              | Sinkovits-Vitay András |
| 1992 | A 99-es paragrafus             | Article 99                      | Dr. Rudy Bobrick                         | Juhász György          |
| 1992 | Éjfélre kitisztul              | A Midnight Clear                | Major Griffin                            | Kovács István          |
| 1993 | A gyilkos csönd                | Hear No Evil                    | Mickey O'Malley                          |                        |
| 1993 | Légy résen!                    | Watch It                        | Rick                                     | Csankó Zoltán          |
| 1993 | Anyja fia                      | Mother's Boys                   | Mr. Fogel                                |                        |
| 1994 | Lángoló jég                    | On Deadly Ground                | MacGruder                                | Rosta Sándor           |
| 1994 | Játssz a túlélésért            | Surviving the Game              | John Griffin                             | Szabó Sipos Barnabás   |
| 1994 | 54-es, jelentkezz!             | Car 54, Where Are You?          | Francis Muldoon rendőr                   |                        |
| 1994 | Elég a vadnyugatból!           | Wagons East                     | Julian Rogers                            | Kassai Károly          |
| 1995 | Én és a gorillám               | Born to Be Wild                 | Max Carr                                 | Haás Vander Péter      |
| 1995 | Hetedik                        | Seven                           | California                               | Csendes Olivér         |
| 1995 | Nixon                          | Nixon                           | Earl az oktatófilmben                    | Juhász György          |
| 1996 | A szikla                       | The Rock                        | Hendrix százados                         | Bácskai János          |
| 1996 | A nagy dobás                   | Set It Off                      | Strode nyomozó                           | Varga Tamás            |
| 1996 | Anya                           | Mother                          | Carl                                     |                        |
| 1996 |                                | Johns                           | Danny Cohen                              |                        |
| 1997 | Légypapír                      | Flypaper                        | Joe                                      | Kautzky Armand         |
| 1997 |                                | Colin Fitz Lives!               | Colin Fitz                               |                        |
| 1997 | Bosszú és igazság Új-Mexikóban | Truth or Consequences, N.M.     | Eddie Grillo                             | Jakab Csaba            |
| 1997 | Nekem 8                        | Nothing to Lose                 | Davis 'Rig' Lanlow                       | Kárpáti Tibor          |
| 1997 | Nekem 8                        | Nothing to Lose                 | Davis 'Rig' Lanlow                       | Sörös Sándor           |
| 1999 | Hivatali patkányok             | Office Space                    | Bob Slydell                              | Sinkovits-Vitay András |
| 1999 | Minden héten háború            | Any Given Sunday                | Jack Rose                                | Szőke Zoltán           |
| 1999 | Hármasban szép az élet         | Three to Tango                  | Strauss                                  |                        |
| 2000 | Get Carter                     | Get Carter                      | Con McCarty                              | Sebestyén András       |
| 2000 | Get Carter                     | Get Carter                      | Con McCarty                              | Maday Gábor            |
| 2000 | Get Carter                     | Get Carter                      | Con McCarty                              | Moser Károly           |
| 2001 | Kapás van!                     | Summer Catch                    | Hugh Alexander (stáblistán nem szerepel) | Breyer Zoltán          |
| 2001 | Tök állat                      | The Animal                      | Sisk őrmester                            | Sinkovits-Vitay András |
| 2002 | Az iskoláját!                  | Stealing Harvard                | Charles nyomozó                          | Epres Attila           |
| 2002 |                                | Highway                         | Johnny 'The Fox'                         |                        |
| 2002 |                                | Crazy as Hell                   | Parker                                   |                        |
| 2003 | Azonosság                      | Identity                        | George York                              | Jakab Csaba            |
| 2006 |                                | Puff, Puff, Pass                | Jerry Dupree                             |                        |
| 2006 |                                | A.W.O.L. (rövidfilm)            | Garris                                   |                        |
| 2006 |                                | Two Tickets to Paradise         | Mark                                     |                        |
| 2007 | Faterok motoron                | Wild Hogs                       | meleg országúti járőr                    | Vári Attila            |
| 2007 | Tor-túra 2.                    | Are We Done Yet?                | Chuck Mitchell Jr.                       | Gáspár Sándor          |
| 2008 | Amerikai rémálom               | American Crude                  | Jim                                      | Bezerédi Zoltán        |
| 2009 | Superman/Batman: Közellenségek | Superman/Batman: Public Enemies | John Corben / Metallo (hangja)           | Seszták Szabolcs       |
| 2012 | Alex Cross                     | Alex Cross                      | Richard Brookwell                        | Rosta Sándor           |
| 2012 |                                | Watercolor Postcards            | Merlin                                   |                        |
| 2013 | A 42-es                        | 42                              | Red Barber                               | Kálid Artúr            |
| 2014 |                                | Kid Cannabis                    | John Grefard                             |                        |
| 2016 | Érettségi után, érettség előtt | Get a Job                       | Hank Diller                              | Jakab Csaba            |
| 2016 | A Belko-kísérlet               | The Belko Experiment            | Wendell Dukes                            | Nagypál Gábor          |
| 2016 |                                | The Drowning                    | Teddy                                    |                        |
| 2017 | A nemek harca                  | Battle of the Sexes             | Bobby barátja                            | Rosta Sándor           |
| 2017 |                                | The Good Catholic               | Ollie atya                               |                        |
| 2018 |                                | Rounding Third                  | Don                                      |                        |

### Televízió
| Év        | Magyar cím                        | Eredeti cím                         | Szerep                                     | Megjegyzések                                                           |
| --------- | --------------------------------- | ----------------------------------- | ------------------------------------------ | ---------------------------------------------------------------------- |
| 1985      |                                   | Another World                       | Ned                                        | 2 epizód                                                               |
| 1988      |                                   | Spenser: For Hire                   | K.C.                                       | 1 epizód                                                               |
| 1988      | Vérbosszú (Vérdíj)                | Clinton and Nadine                  | Turner                                     | - tévéfilm - magyar hangja: - Orosz István - Mikula Sándor             |
| 1993      | Az utolsó törvényenkívüli         | The Last Outlaw                     | Wills                                      | - tévéfilm - magyar hangja: - Rosta Sándor                             |
| 1994      | Frasier – A dumagép               | Frasier                             | Danny Kriezel                              | 1 epizód                                                               |
| 1997      | Ügyvédek                          | The Practice                        | Leonard Goode ügyvéd                       | 2 epizód                                                               |
| 1997      | Intenzitás                        | Intensity                           | Edgler Foreman Vess                        | tévéfilm                                                               |
| 1998      | Hullagyártó harckocsi             | The Pentagon Wars                   | J.D. Bock ezredes                          | - tévéfilm - magyar hangja: - Anger Zsolt                              |
| 2000      | Az egyetlen túlélő                | Sole Survivor                       | Victor Yates                               | - tévéfilm - magyar hangja: - Epres Attila                             |
| 2001      |                                   | The Nightmare Room                  | Dr. Young                                  | 1 epizód                                                               |
| 2001–2010 | Dokik                             | Scrubs                              | Dr. Perry Cox                              | - főszereplő - magyar hangja: - Schnell Ádám - Kassai Károly           |
| 2002      |                                   | Clone High                          | Doug Prepcourse (hangja)                   | 1 epizód                                                               |
| 2003      | Kim Possible                      | Kim Possible                        | Rudolph 'White Stripe' Farnsworth (hangja) | 1 epizód                                                               |
| 2003      | Pókember                          | Spider-Man: The New Animated Series | Richard Damien (hangja)                    | 2 epizód                                                               |
| 2003–2005 | Az igazság ligája: Határok nélkül | Justice League Unlimited            | The Atom (hangja)                          | 4 epizód                                                               |
| 2005      | Idegen bolygó                     | Alien Planet                        | narrátor                                   | különkiadás                                                            |
| 2005      | Amerikai sárkány                  | American Dragon Jake Long           | Dr. Diente                                 | 1 epizód                                                               |
| 2006–2010 | A kertvárosi gettó                | The Boondocks                       | The White Shadow (hangja)                  | 2 epizód                                                               |
| 2008      | Robotcsirke                       | Robot Chicken                       | Mahmoud Ahmadinejad / házigazda (hangja)   | 1 epizód                                                               |
| 2008–2015 |                                   | WordGirl                            | The Whammer (hangja)                       | 4 epizód                                                               |
| 2009      |                                   | Scrubs: Interns                     | Dr. Perry Cox                              | 1 epizód                                                               |
| 2011      | Dan a világ ellen                 | Dan Vs.                             | imposztor Dan (hangja)                     | 2 epizód                                                               |
| 2012      | Minden lében négy kanál           | Burn Notice                         | Tom Card                                   | visszatérő szerep 6. évad (6 epizód)                                   |
| 2013–2015 |                                   | Ground Floor                        | Remington Stewart Mansfield                | főszereplő                                                             |
| 2016–2018 | Stan Against Evil                 | Stan Against Evil                   | Stanley Miller                             | - főszereplő - magyar hangja: - Rosta Sándor                           |
| 2018–2019 | Bűnös Chicago                     | Chicago P.D.                        | Brian Kelton                               | visszatérő szerep 6. évad (7 epizód)                                   |
| 2019–     | Sárkánylovasok                    | DreamWorks Dragons: Rescue Riders   | Grumblegard                                | visszatérő szerep                                                      |
| 2021      | Brooklyn 99 – Nemszázas körzet    | Brooklyn Nine-Nine                  | Frank O'Sullivan                           | - vendégszereplő - 8. évad (3 epizód) - magyar hangja: - Bácskai János |